# 오브리 플라자
오브리 플라자(Aubrey Plaza, 1984년 6월 26일 ~ )는 미국의 배우이다. 2012년 영화 《안전은 보장할 수 없음》에서 첫 주연을 맡았다.

## 생애
1984년 6월 26일 미국 델라웨어주 윌밍턴에서 태어났다. 아버지 데이비드 플라자는 투자자문사이며 어머니 베르나데트는 변호사이다. 르네, 나탈리라는 여동생 두 명이 있다. 특히 오브리는 나탈리에게서 영감을 많이 받았다고 한다.

## 경력
오브리는 다양한 인턴 활동을 했다. 삼바 포스트잇에서 인턴 생활을 할 때는 포스트잇으로 화장실 벽을 몽땅 채운 적도 있다. NBC에서도 일했다. 작가, 프로듀서 겸 감독 베네트 댈빈이 단편 영화 《TC3》을 만들 때 그의 조수로 일했다.
2009년 영화 《퍼니 피플》에서 세스 로건의 연인 역을 맡았다. 영화 《스콧 필그림 vs. 더 월드》, 《미스터리 팀》에 출연했다. 코미디 사이트 "컬리지 휴머"에 제이슨 베이트먼, 윌 아넷과 함께 출연했다.
2012년 여름, 마크 듀플래스와 영화 《안전은 보장할 수 없음》의 주연에 캐스팅 됐다. 영화에서 오브리는 "다리우스" 역을 연기했고, 평단의 호평을 받았다.

## 출연작 목록

### 영화
| 연도 | 제목                                   | 원제                                          | 배역            | 비고        |
| ---- | -------------------------------------- | --------------------------------------------- | --------------- | ----------- |
| 2009 | 미스터리 팀                            | Mystery Team                                  | 켈리 피터스     |             |
| 2009 | 퍼니 피플                              | Funny People                                  | 데이지 댄비     |             |
| 2010 | 스콧 필그림                            | Scott Pilgrim vs. the World                   | 줄리 파워스     |             |
| 2011 | 방황하는 소녀들                        | Damsels in Distress                           | 데비            |             |
| 2011 | 언젠가 이 고통도 쓸모가 있을 거야      | Someday This Pain Will Be Useful to You       | 지아니 브리머   |             |
| 2011 | 원 나잇 리멤버                         | 10 Years                                      | 올리비아        |             |
| 2012 | 안전은 보장할 수 없음                  | Safety Not Guaranteed                         | 데리어스 브릿   |             |
| 2012 | 찰스 스완 3세                          | A Glimpse Inside the Mind of Charles Swan III | 마니            |             |
| 2013 | 코쿠리코 언덕에서                      | From Up on Poppy Hill                         | 히로코지 사치코 | 애니메이션  |
| 2013 | 그녀가 말했다, 그녀가 말했다           | She Said, She Said                            | 공원 여자       | 단편        |
| 2013 | 실패                                   | Failure                                       | 여자            | 단편        |
| 2013 | 사랑의 끝                              | The End of Love                               | 본인            |             |
| 2013 | 더 투 두 리스트                        | The To Do List                                | 브랜디 클라크   |             |
| 2013 | 찰리 컨트리맨                          | Charlie Countryman                            | 애슐리          |             |
| 2013 | 몬스터 대학교                          | Monsters University                           | 클레어 휠러     | 애니메이션  |
| 2013 | 센터 제니                              | Center Jenny                                  | 모니카 나크     |             |
| 2014 | 라이프 애프터 베스                     | Life After Beth                               | 베스 슬로컴     |             |
| 2014 | 어바웃 알렉스                          | About Alex                                    | 세라            |             |
| 2014 | 네드 라이플                            | Ned Rifle                                     | 수전            |             |
| 2014 | 타임 투 러브                           | Playing It Cool                               | 맬러리          |             |
| 2014 | 그럼피 캣 생애 최악의 크리스마스       | Grumpy Cat's Worst Christmas Ever             | 그럼피 캣       | 목소리 출연 |
| 2015 | 프레즈노 중독                          | Addicted to Fresno                            | 켈리            |             |
| 2015 | 드리프트리스 에어리어                  | The Driftless Area                            | 진              |             |
| 2016 | 오 마이 그랜파                         | Dirty Grandpa                                 | 리노어          |             |
| 2016 | 조시                                   | Joshy                                         | 젠              |             |
| 2016 | 피스톨 슈림프스                        | The Pistol Shrimps                            | 본인            | 다큐멘터리  |
| 2016 | 마이크와 데이브는 데이트 상대가 필요해 | Mike and Dave Need Wedding Dates              | 타티아나 다시   |             |
| 2017 | 내 코 좀 가져가세요!                   | Take My Nose... Please!                       | 본인            | 다큐멘터리  |
| 2017 | 더 리틀 아워즈                         | The Little Hours                              | 페르난다 수녀   | 제작을 겸함 |
| 2017 | 언프리티 소셜 스타                     | Ingrid Goes West                              | 잉그리드 소번   | 제작을 겸함 |
| 2018 | 베벌리 러프 린과의 저녁                | An Evening with Beverly Luff Linn             | 룰루 데인저     |             |
| 2019 | 사탄의 인형                            | Child's Play                                  | 캐런 바클리     |             |
| 2020 | 블랙 베어                              | Black Bear                                    | 앨리슨          | 제작을 겸함 |
| 2020 | 옴니보트                               | Omniboat: A Fast Boat Fantasia                | 미정            | 앤솔러지    |
| 2020 | 크리스마스에는 행복이                  | Happiest Season                               | 라일리 존슨     |             |
| 2021 | 베스트 셀러                            | Best Sellers                                  | 루시 스탠브리지 |             |
| 2022 | 에밀리: 범죄의 유혹                    | Emily the Criminal                            | 에밀리 베네토   | 제작을 겸함 |
| 2022 | 스핀 미 라운드                         | Spin Me Round                                 | 캣              |             |
| 2023 | 스파이 코드명 포춘                     | Operation Fortune: Ruse de Guerre             | 세라 피델       |             |
| 2024 | 메갈로폴리스                           | Megalopolis                                   |                 |             |
| 2025 | 허니 돈트!                             | Honey Don't!                                  |                 |             |
| 미정 | 노아의 방주                            | The Ark and the Aardvark                      | 브레인          | 후반제작    |

### 텔레비전 드라마
| 연도      | 제목                     | 원제                    | 배역                                | 비고                                          |
| --------- | ------------------------ | ----------------------- | ----------------------------------- | --------------------------------------------- |
| 2007      | 팍스 앤 레크리에이션     | Parks and Recreation    | 에이프릴 러드게이트                 | 주연                                          |
| 2011      | 포틀랜디아               | Portlandia              | 베스                                | 3회분 출연                                    |
| 2012      | NTSF:SD:SUV::            | NTSF:SD:SUV::           | 기억자                              | "Wasila Hills Cop" 에피소드                   |
| 2013-14   | 코라의 전설              | The Legend of Korra     | 에스카                              | 애니메이션; 12회분 출연                       |
| 2016      | 스폰지밥 네모바지        | SpongeBob SquarePants   | 녹터나                              | "Mall Girl Pearl" 에피소드                    |
| 2016      | 하먼퀘스트               | HarmonQuest             | 하와이안 커피                       | 애니메이션                                    |
| 2016-20   | 크리미널 마인드          | Criminal Minds          | 캣 애덤스                           | 4회분 출연                                    |
| 2017-19   | 리전                     | Legion                  | 아말 파루크 / 섀도 킹 / 레니 버스커 | 주연                                          |
| 2017      | 이지                     | Easy                    | 린지                                | "Package Thief" 에피소드                      |
| 2021      | 콜                       | Calls                   | 레이철 휘팅                         | 목소리 출연                                   |
| 2021      | 덩컨빌                   | Duncanville             | 니나                                | 애니메이션; "Das Banana Boot" 에피소드        |
| 2022      | 화이트 로투스            | The White Lotus         | 하퍼 스필러                         | 7회분 출연                                    |
| 2022-현재 | 리틀 데몬                | Little Demon            | 로라 파인버그                       | 애니메이션                                    |
| 2022      | 심슨 가족                | The Simpsons            | 앰버 더프먼                         | 애니메이션; "From Beer to Paternity" 에피소드 |
| 2023      | 스콧 필그림, 날아오르다! | Scott Pilgrim Takes Off | 줄리 파워스                         | 목소리                                        |
| 2024      | 전부 애거사 짓이야       | Agatha All Along        | 리오 비달 / 녹색 마녀               |                                               |